# Andreas Lorentz Casse
Andreas Lorentz Casse (født 1. april 1803 i København, død 22. november 1886 på Frederiksberg) var en dansk jurist og politiker, gift med Severine Casse, far til forfatteren Therese Brummer.
Casse blev 1824 cand.jur. og betrådte derefter embedsvejen. Efter nogen tids virksomhed i Kancelliet blev han 1838 overretsassessor og gik derfra 1845 over i den nyoprettede Kriminal- og Politiret. 1852 blev han, der imidlertid havde taget den juridiske licentiat- og doktorgrad, og som havde ry for at være en mand med særlige anlæg for videnskabelig forskning, tillige docent i kirkeret ved Pastoralseminariet. Casse havde før 1848 ikke taget nogen del i det politiske røre, ja ansås endog for at være uvillig stemt mod dette; men fra frihedstidens begyndelse sluttede han sig til det nationalliberale parti og blev, efter et tidligere forgæves forsøg, som dets kandidat valgt ind i Folketinget for Københavns 7. valgkreds. 1854 trak han sig, som flere andre embedsmænd, tilbage fra den aktive politik af frygt for, at den skarpe opposition mod ministeriet Ørsted, som hans parti på Rigsdagen førte, skulle komme i kollision med hans embedsstilling. 1861 valgtes han dog på ny i den samme kreds og holdt den, indtil han 1881 trak sig tilbage.
Imidlertid var han 1854 blevet borgmester i København, 1856 justitiarius i Overretten og endelig 1860 justitsminister i det efter Carl Eduard Rotwitts død rekonstruerede Hall'ske ministerium. Han var som minister en dygtig og myndig administrator og gennemførte flere vigtige love, således lovene om Sø- og Handelsretten og om omordningen af Københavns Politi. I ministeriet Monrad bevarede han sin portefølje og aftrådte først juli 1864 sammen med ministeriets chef. I alle sine offentlige stillinger udmærkede Casse sig ved skarpsindighed, kundskabsrigdom og streng hæderlighed. Som parlamentariker kom især hans ypperlige hukommelse ham til nytte. Heller ikke savnede han evne til klart og logisk at udtrykke sine tanker, men nogen ledende stilling nåede han aldrig i Rigsdagen.
Casse blev justitsråd 1850, etatsråd 1854, Ridder af Dannebrog 1856, Dannebrogsmand 1857 og Kommandør 1864. Han boede Carit Etlars Vej 3 på Frederiksberg i en villa, der stadig eksisterer, tegnet 1850 af Johan Daniel Herholdt. Han er begravet på Frederiksberg Ældre Kirkegård.
Der findes et maleri af Andreas Herman Hunæus 1841 (i familieeje), en kultegning af Henrik Olrik 1871 (ligeså) og et litografi af Adolph Lønborg efter fotografi 1863.